# 保罗·尼古拉
保罗·尼古拉（義大利語：Paolo Nicolai，1988年6月8日—），意大利男子沙滩排球运动员。他曾代表意大利参加2012年、2016年和2020年夏季奥林匹克运动会沙滩排球比赛，获得一枚银牌。